# ماچیکو اونو
ماچیکو اونو(متولد ۴ نوامبر ۱۹۸۱) یک بازیگر ژاپنی است. او در سریال میخک (مجموعه تلویزیونی) در نقش ایتوکو اوهارا و فیلم های سوزاکو (فیلم) و اورکا (فیلم) و جنگل سوگوار و پسر کو ندارد نشان از پدر بازی کرده است.

## سریال های تلویزیونی
| سال  | عنوان ژاپنی                               | عنوان انگلیسی                                 | نقش            | شبکه         |
| ---- | ----------------------------------------- | --------------------------------------------- | -------------- | ------------ |
| 2006 | いもたこなんきん                          | Imo Tako Nankin                               | Hanaoka Masae  | ان‌اچ‌کی       |
| 2008 | なでしこ隊                                | Nadeshiko Tai                                 | ?              | فوجی تلویژن  |
| 2008 | 空飛ぶタイヤ                              | Soratobu Taiya                                | Sugimoto       | WOWOW        |
| 2009 | 火の魚                                    | Hi no Sakana                                  | Orimi Tochiko  | ان‌اچ‌کی       |
| 2009 | 外事警察                                  | Gaiji Keisatsu                                | Hina Matsuzawa | ان‌اچ‌کی       |
| 2009 | 警官の血                                  | Keikan no Chi                                 | ?              | تی‌وی آساهی   |
| 2010 |                                           | مادر                                          | Michiki Hitomi | نیپون تلویژن |
| 2010 | ジョーカー 許されざる捜査官               | JOKER Yurusarezaru Sosakan                    | Nezu Miyoko    | فوجی تلویژن  |
| 2010 | ニセ医者と呼ばれて 〜沖縄・最後の医介輔〜 | Nise Isha to Yobarete~Okinawa Saigo no Ikaiho | Nakazen Yumi   | YTV          |
| 2011 | 名前をなくした女神                        | Namae o Nakushita Megumi                      | Anno Chihiru   | فوجی تلویژن  |
| 2011 | カーネーション                            | میخک (مجموعه تلویزیونی)                       | ایتوکو اوهارا  | ان‌اچ‌کی       |
| 2013 | 最高の離婚                                | Saikō no Rikon                                | Hamasaki Yuka  | فوجی تلویژن  |